# Embassament de Vallat
L'Embassament de Vallat se situa al municipi valencià de Vallat (Alt Millars). Construït en el riu Millars amb una capacitat de 0,6 Hm³, derivant les seues aigües cap a les centrals hidroelèctriques de Vallat i Ribesalbes.
La presa pertany a la Confederació Hidrogràfica del Xúquer.